# Martin Samuelsen
Pour les articles homonymes, voir Samuelsen.
Martin Samuelsen, né le 17 avril 1997 à Haugesund, est un footballeur international norvégien. Il évolue au poste de milieu offensif à FK Haugesund.

## Carrière

### En club
À l'âge de quatorze ans et alors qu'il évolue en Norvège au SK Vard Haugesund, Martin Samuelsen est repéré par des grands clubs européens comme le Real Madrid ou Chelsea. Un an plus tard, il signe à Manchester City et intègre l'Elite Development Squad pour trois saisons.
Le 20 juin 2015, il rejoint le West Ham United, avec un contrat de deux ans. Il marque lors de son premier match, amical, avec son nouveau club contre Peterborough seulement trois semaines après son arrivée, et entre en jeu en Ligue Europa en remplaçant Morgan Amalfitano contre le Birkirkara FC quelques jours plus tard. En novembre, il est prêté deux mois au Peterborough United en troisième division, mais son prêt est prolongé en janvier jusqu'à la fin de la saison. Il revient à West Ham à la fin du mois d'avril pour disputer la finale de la Coupe des équipes réserves.
Le 25 août 2016, il est prêté à Blackburn Rovers.
Le 1er janvier 2017, il rejoint Peterborough.
Le 1er février 2021, il est prêté à Aalborg BK.

### En sélection
Après plusieurs sélections chez les équipes de jeunes norvégiennes, il est appelé pour la première fois avec les espoirs en mars 2016. Il joue à cette occasion deux matchs, contre les Pays-Bas et l'Espagne.
Samuelsen est sélectionné par Per-Mathias Høgmo en juin 2016 pour trois matchs amicaux de fin de saison, contre des adversaires qui préparent l'Euro 2016. Il entre en jeu lors du match contre l'Islande et fête ainsi sa première sélection internationale.

## Statistiques
| Saison                | Club                       | Championnat           | Championnat | Championnat | Coupe nationale | Coupe nationale | Coupe de la Ligue | Coupe de la Ligue | Compétition(s) continentale(s) | Compétition(s) continentale(s) | Compétition(s) continentale(s) | Norvège | Norvège | Total | Total |
| Saison                | Club                       | Division              | M.          | B.          | M.              | B.              | M.                | B.                | Comp.                          | M.                             | B.                             | M.      | B.      | M.    | B.    |
| 2015-2016             | West Ham United            | Premier League        | 0           | 0           | -               | -               | 0                 | 0                 | C3                             | 2                              | 0                              | -       | -       | 2     | 0     |
| 2015-2016             | Peterborough United (prêt) | League One            | 17          | 1           | 3               | 1               | -                 | -                 | -                              | -                              | -                              | 1       | 0       | 21    | 2     |
| Total sur la carrière | Total sur la carrière      | Total sur la carrière | 17          | 1           | 3               | 1               | 0                 | 0                 | -                              | 2                              | 0                              | 1       | 0       | 23    | 2     |

## Palmarès

### En club
- Hull City
  - Champion d'Angleterre de D3 en 2021.